# 古代劇場 (アルル)

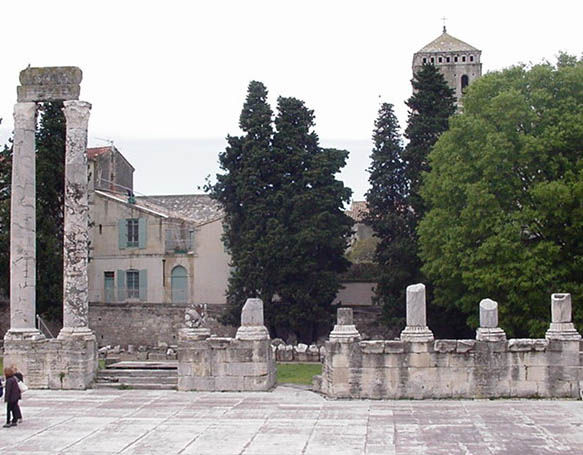
2本の柱の残る劇場跡

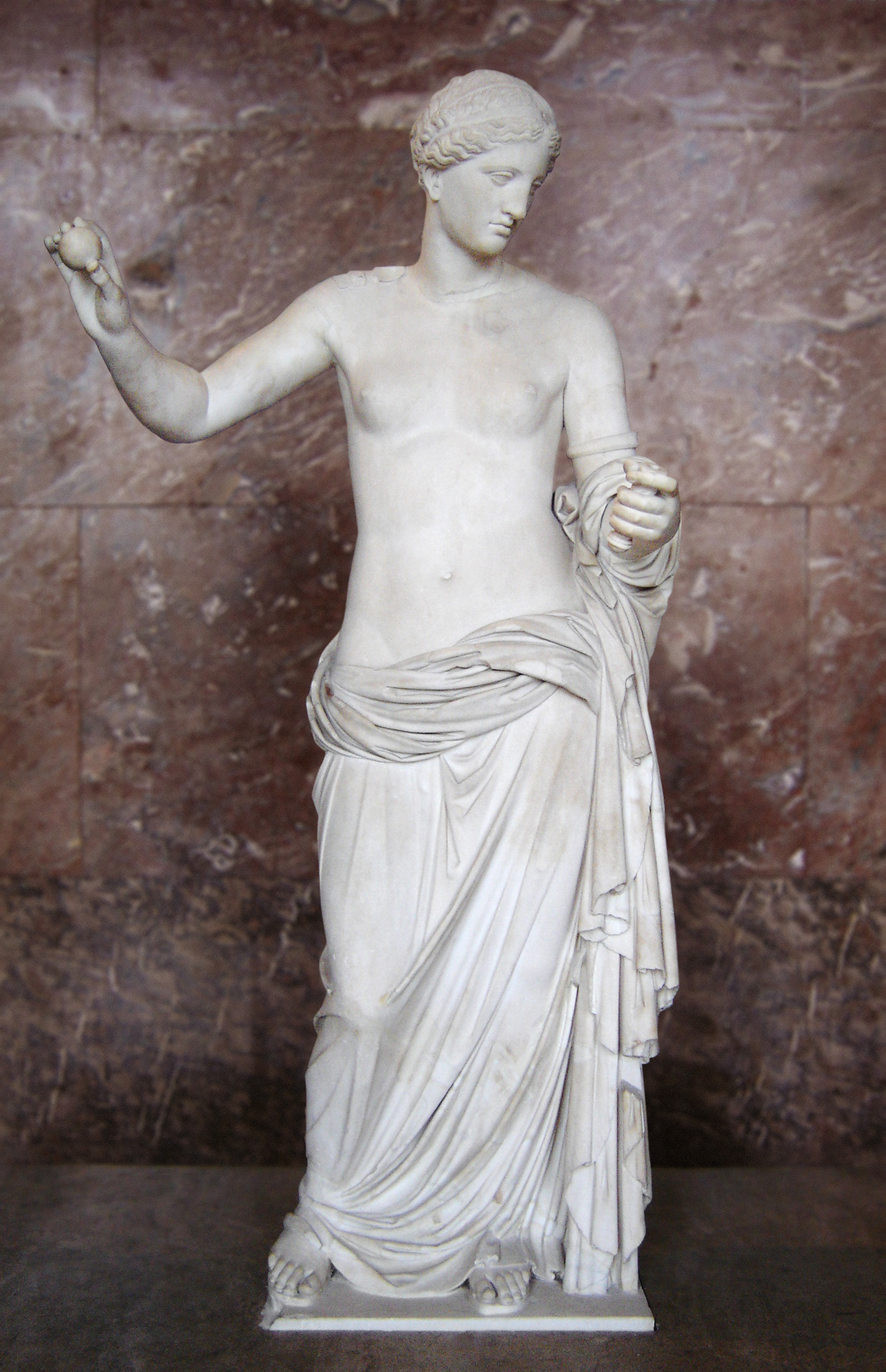
アルルのヴィーナス

アルルの古代劇場は、紀元前1世紀末に建造されたローマ劇場の遺跡。アルルの古代遺跡群の中でも、円形闘技場に次ぐ規模を誇った巨大建築物の遺跡であり、現在は市内の他のローマ遺跡等とともに、ユネスコの世界遺産に登録されている。

## 構造
劇場は3つの部分に分かれていた。カウェア（cavea, 観客が座る半円状の空間）、役者たちが芝居を披露する舞台、そして美しく飾られた壁面である。
カウェアは直径102メートルの階段状座席（33段）で10000人を収容できた。この数字は、アルルでは円形闘技場の2分の1の規模にあたる。この座席では、観客たちは社会階級に応じて分けられていた。内側の階段席やオーケストラ席には、貴族や騎士などが陣取った。
当時の舞台は幅50メートル、奥行き6メートルの木製の平板で出来ており、舞台装置などを収納していた。
奥の壁は3階建てになっていて装飾が施されており、コリント様式の3本の柱が立てられていた（現存するのはそのうち2本である）。また、壁には悪天候のときに舞台を守るためのテント上の屋根が付けられていたと推測されている。壁龕には、現代では「アルルのヴィーナス」の名称で知られる女性像が据え付けられていたとされる。この女性像は現在パリのルーヴル美術館に展示されているが、発見時に右腕が失われていたため、現在のヴィーナスは当時の姿そのままではない。

## 用途
円形闘技場などとは異なり、劇場で観客たちに披露されたのは、演劇であった。古代ギリシャ式や古代ローマ式の喜劇、悲劇、パントマイムなどが、おそらくは上流の人々に供されていたのである。祭りのときに主として神々に捧げるための演劇の場合、観劇は無料であった。これは皆が参加できるようにするためである。

## 歴史
アルルの劇場は、デクマヌス（都市の東西を貫く大路）の途上に当たる、オチュールの丘の上に建てられた。建造は紀元前40年ころに始まり、前12年ころに完成した。装飾の豪華さは、アウグストゥスからもアレラーテ（現アルル）が重要視されていたことをうかがわせる。ギリシャの場合とは違って、この場所はディオニュソスではなくアポロンに帰属するものとされた。
劇場は5世紀初頭までは使われ続けていたが、この頃に、喜劇や異教の見世物に激しい敵意を見せていたキリスト教会は、イレール大司教の下で、サン＝テチエンヌ大聖堂（現サン＝トロフィーム教会）建造のための石切り場として使うようになった。おそらく6世紀末から7世紀初頭の間に、劇場跡は城砦化され、「ロラン塔」などの塔も据え付けられた。
次第に、劇場敷地内は住宅や路地で切り分けられるようになっていった。邸宅が建てられたほか、特にイエズス会などの修道士会はコレジオなども建てるようになった。1755年から1789年に、二本の柱が見えていた修道院の中庭から、劇場跡は再発見された。
その発掘作業は1825年から当時の市長シャルトルーズ男爵のお陰で着手された。1840年には史跡の保存調査を行っていたプロスペル・メリメのリストにも加えられ、1860年に発掘が完了した。

## 現在
現在では、中世に城砦化したときの城壁に含まれている階段席の跡などしか残っていない。「オーケストラ」は、アポロンに捧げられた祭壇の壁龕の跡をとどめている。また、舞台を飾り立てた柱の二本も残っている。
この遺跡は、現在でもアルルの映画祭などに用いられ、観客たちを楽しませている。